# 福隆省

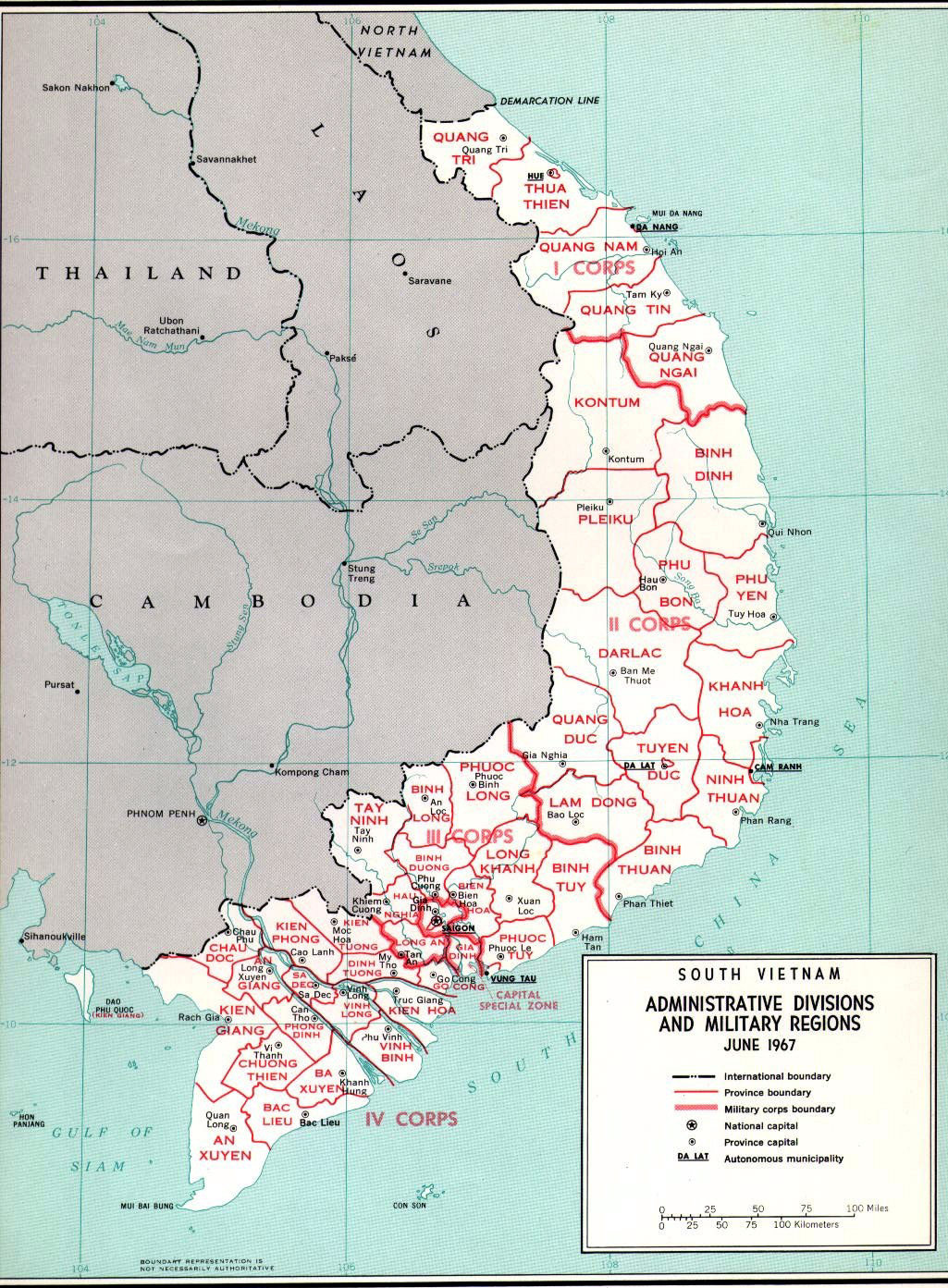
1967年的地图显示了越南共和国福隆省的省界

福隆省是越南曾经设立的一个省。1975年，福隆省、平隆省和平阳省合并为小江省。1996年，又将小江省撤销，分为平阳省和平福省。现在，“福隆”仅用来指称平福省下属的平隆市社。